# Lu Chia-bin
Lu Chia-bin (chinesisch 呂佳彬, Pinyin Lǚ Jiābīn; * 24. Februar 1990) ist ein taiwanischer Badmintonspieler.

## Karriere
Lu Chia-bin wurde bei den Bulgarian International 2011 Zweiter im Herrendoppel mit Huang Po-yi ebenso wie bei den New Zealand Open 2011. Bei der China Open Super Series 2012 wurde er Fünfter im Doppel mit Chen Hung-ling, bei den Chinese Taipei Open 2012 Dritter. 2019 siegte er bei der Maldives Future Series.